# Caridina menghaiensis
Caridina menghaiensis е вид десетоного от семейство Atyidae.

## Разпространение
Видът е разпространен в Китай (Юннан).